# Філліп Зейдлер
Філліп Зейдлер (25 березня 1998) — намібійський плавець.
Учасник Олімпійських Ігор 2020 року, де в марафонському плаванні на дистанції 10 кілометрів посів 16-те місце.